# Liste der Baudenkmale in Whitianga
Die Liste der Baudenkmale in Whitianga umfasst alle vom New Zealand Historic Places Trust (NZHPT) als „Historic Place“ oder „Historic Area“ eingestuften Baudenkmale und Flächendenkmale der neuseeländischen Ortschaft Whitianga. Die Angaben stammen aus dem Register des NZHPT. Die Bezeichnungen der Baudenkmale orientieren sich an diesem Register. In die Liste werden auch bekannte Wahi Tapu (Area), kulturell und religiös bedeutsame Stätten und Gebiete der Māori, aufgenommen. Sie werden jedoch meist nicht publiziert.

| Bild | Bezeichnung                             | Ort       | Anschrift                                | Beschreibung           | Bauzeit | Eintrag        | Nummer | Kat. |
| ---- | --------------------------------------- | --------- | ---------------------------------------- | ---------------------- | ------- | -------------- | ------ | ---- |
| BW   | Old Stone Wharf                         | Whitianga | Ferry Landing Karte                      | steinerner Kai         | 1838    | 19. Juli 1990  | 4675   | 1    |
| BW   | Cottage                                 | Whitianga | 5 Owen Street Karte                      | Wohnhaus               | 1884    | 19. März 1986  | 4618   | 2    |
| BW   | Cottage                                 | Whitianga | 3 Owen Street Karte                      | Wohnhaus               | 1885    | 19. März 1986  | 4619   | 2    |
| BW   | Cottage                                 | Whitianga | 1 Coghill Street/Victoria Street Karte   | Wohnhaus               | 1889    | 19. März 1986  | 4620   | 2    |
| BW   | Cottage                                 | Whitianga | 1 Coghill Street Karte                   | Wohnhaus               | 1885    | 19. März 1986  | 4621   | 2    |
| BW   | Museum (Former Dairy Factory)           | Whitianga | 12 The Esplanade Karte                   | Molkerei, heute Museum | 1934    | 19. März 1986  | 4623   | 2    |
| BW   | Hospital                                | Whitianga | 19 Buffalo Beach Road, Mercury Bay Karte | Krankenhaus            | n.a.    | 19. März 1986  | 4631   | 2    |
| BW   | Rock Silos                              | Whitianga | Robinsons Road Karte                     | Ruinen von Silos       | n.a.    | 19. März 1986  | 4649   | 2    |
| BW   | Cottage (Former)                        | Whitianga | 5 Coghill Street Karte                   | Wohnhaus, heute Laden  | n.a.    | 19. März 1986  | 4654   | 2    |
| BW   | St Andrew’s by the Sea Community Church | Whitianga | 82 Albert Street und Owen Street Karte   | Kirche                 | n.a.    | 19. März 1986  | 4655   | 2    |
| BW   | Stone Store                             | Whitianga | Robinsons Road Karte                     | Steinerner Lagerkeller | um 1886 | 28. Juni 1996  | 4684   | 2    |
| BW   | Taputapuatea                            | Whitianga | State Highway 25, Buffalo Beach Karte    | Standorte eines Pā     | n.a.    | 14. April 2011 | 9587   | WTA  |